# アドルフ・ストレッカー

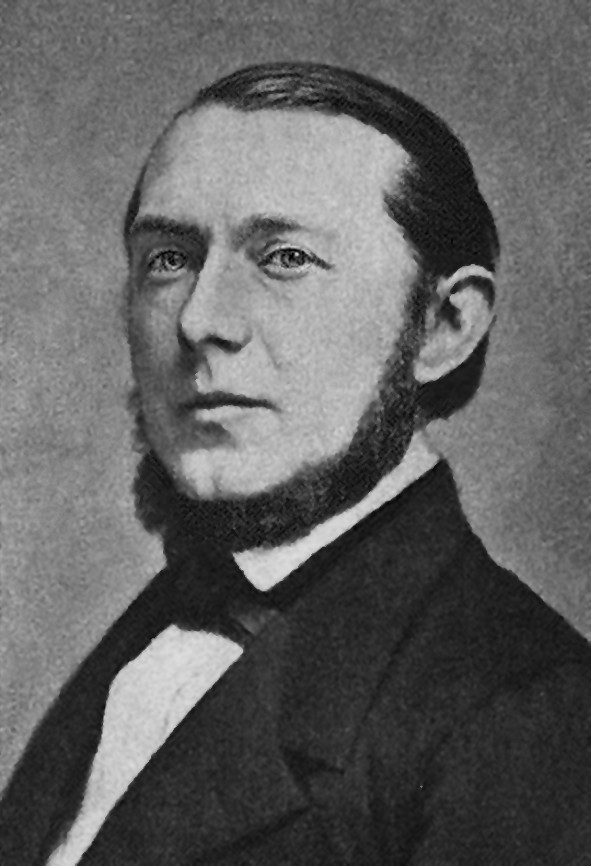
アドルフ・ストレッカーの肖像

アドルフ・フリードリヒ・ルートヴィヒ・ストレッカー（Adolph Friedrich Ludwig Strecker, 1822年10月21日 - 1871年11月7日）は、ドイツの化学者である。名前はシュトレッカーとするほうが原音に近いが、慣用的にストレッカーと表記することが多い。

## 生涯
ダルムシュタットに生まれ、アビトゥア試験ののち、ギーセン大学で1842年に博士号を取得した。
実科ギムナジウム (Realgymnasium) の教師となったが、1846年にはユストゥス・フォン・リービッヒの助手としてギーセン大学に戻った。
1851年にクリスティアニア大学（現在のオスロ大学）の教授に着任した。
1860年にドイツに戻り、テュービンゲン大学、次にヴュルツブルク大学に移った。ヴュルツブルクで没する。
ストレッカーの仕事は天然物、特にアミノ酸、アリザリンなどの色素、および尿素などの窒素を含む有機化合物の分析・構造解析や合成に関するものであった。また、マンガンからのニッケルやコバルトの分離法を研究した。アンチモン、水銀、亜鉛を含む有機金属化合物の合成を行い、有機金属化学の端緒を開いた。
彼がアラニンの合成の際に開発し、エミール・エルレンマイヤー (Emil Erlenmeyer) によって一般化されたストレッカー反応は、アルデヒド、アミン、シアン化水素からアミノ酸を合成するものである。